# BC Partners (multinacional)
BC Partners es una firma privada de inversión que actúa en Europa y Estados Unidos. Se fundó en 1986 y ahora cuenta con oficinas en París, Nueva York, Milán, Hamburgo y sede principal en Londres.
La firma compite por oportunidades y empresas contra mayores firmas como pueden ser The Blackstone Group, CVC Capital Partners, Advent International y The Carlyle Group. La firma hizo su octava adquisición en 2005, que marcó récords respeto a otras compras realizadas por compañías similares en toda Europa. Inventores implicados en previas transacciones aportaron el 90% del capital.
En 2007, Bc Partners adquirió Intelsat, un proveedor de servicios satelitales globales valorado en 16,6 millones de dólares. En 2008 BC Partners reemplazó al presidente de Intelsat por Raymond Svider, copresidente de BC con sede en Nueva York.

## Historia
La firma, que fue fundada en 1986 bajo el nombre de Baring Capital Investors Ltd. por Otto Van Der Wyck, también cofundador de CVC Capital Partners. Actualmente, la compañía está involucrada en su novena adquisición.
| Fondo anunciado  | Año  | Inversión (USD)   |
| ---------------- | ---- | ----------------- |
| BC Partners IX   | 2012 | $8.6 mil millones |
| BC Partners VIII | 2005 | $8.4 mil millones |
| BC Partners VII  | 2001 | $5.4 mil millones |
| BC Partners VI   | 1997 | $1.1 mil millones |
| BC Partners V    | 1994 | $1.1 mil millones |

En 2013, BC Partners acordó en comprar la editora alemana Springer Science+Business Media por una cifra aproximada de 3,3 mil millones de euros
BC Partners reveló en enero de 2015 que vendería el 40,25% de la cadena de supermercados Migros a Anadolu Endustri Holding As por unos 2,74 mil millones de dólares.

## Transacciones importantes
Las transacciones más importantes que la firma realizó, fueron entre otras, General Healthcare (el suministrador líder de cuidados psiquiátricos, C&C Group plc (líder de bebidas alcohólicas y no alcohólicas) y Phones 4u (compañía líder en terminales móviles hasta que en 2014 quebró)
| Año  | Nombre de la compañía | Descripción de la transacción |
| ---- | --------------------- | --- |
| 2017 | Pronovias             | $495 millones por el 90% la exitosa y líder mundial en vestidos de novia y fiesta. |
| 2016 | CenturyLink           | $2.3 mil millones adquisición de data center operations. |
| 2016 | Keter                 | $1.3 mil millones por el 80% de la compañía. |
| 2014 | Cartrawler            | Plataforma de alquiler de coches por ECI Partners |
| 2014 | PetSmart              | $8.7 mil millones por la compañía de suministros de animales |
| 2012 | Suddenlink            | $6.5 mil millones LBO de la séptima compañía por cable de comunicaciones en Estados Unidos El 70% de la inversión por Canada Pension Plan Investment Board por $9.1 mil millones en mayo de 2015.                                                     |
| 2011 | Phones 4u             | Comprada por £700 millones. |
| 2011 | Com Hem               | La mayor LBO en Europa en 2011 |
| 2010 | MultiPlan             | $3.1 mil millones LBO por la compañía de salud y seguros. |
| 2009 | Office Depot          | Líder mundial de distribución de productos de oficina. |
| 2008 | Migros Türk           | Cadena de supermercados líder de Turquía |
| 2008 | Intelsat              | $16.6 mil millones por la compañía líder de satélites en el mundo. |
| 2007 | Foxtons               | Agencia inmobiliaria Británica, comprada en mayo de 2007 en £370 millones en diciembre de 2009, BC Partners perdió el control de Foxtons, en menos de tres años después de comprarla, después de darse cuenta de la gran deuda que la compañía tenía. |
| 2006 | Brenntag              | La segunda más grande LBO ien Alemania hasta la fecha. |
| 2006 | Regency Entertainment | La mayor conversión de público a privado LBO en Grecia hasta la fecha. |
| 2005 | Amadeus IT Group      | La mayor LBO en España hasta la fecha |
| 2004 | Picard                | La mayor LBO en Francia ese año |
| 2003 | SEAT PG               | El mayor LBO en Europa en el año |
| 2002 | Hirslanden            | La mayor LBO en Suiza en este año |
| 2001 | Sanitec               | La mayor conversión de público a privado LBO en Finlandia en la fecha. |
| 2000 | Mark IV               | El mayor LBO en los Estados Unidos por Europa |